# Gonatodes albogularis
Gonatodes albogularis är en ödleart som beskrevs av  Duméril och BIBRON 1836. Gonatodes albogularis ingår i släktet Gonatodes och familjen geckoödlor.

## Underarter
Arten delas in i följande underarter:
- G. a. albogularis
- G. a. bodinii
- G. a. fuscus
- G. a. notatus